# Václav Vavrýn

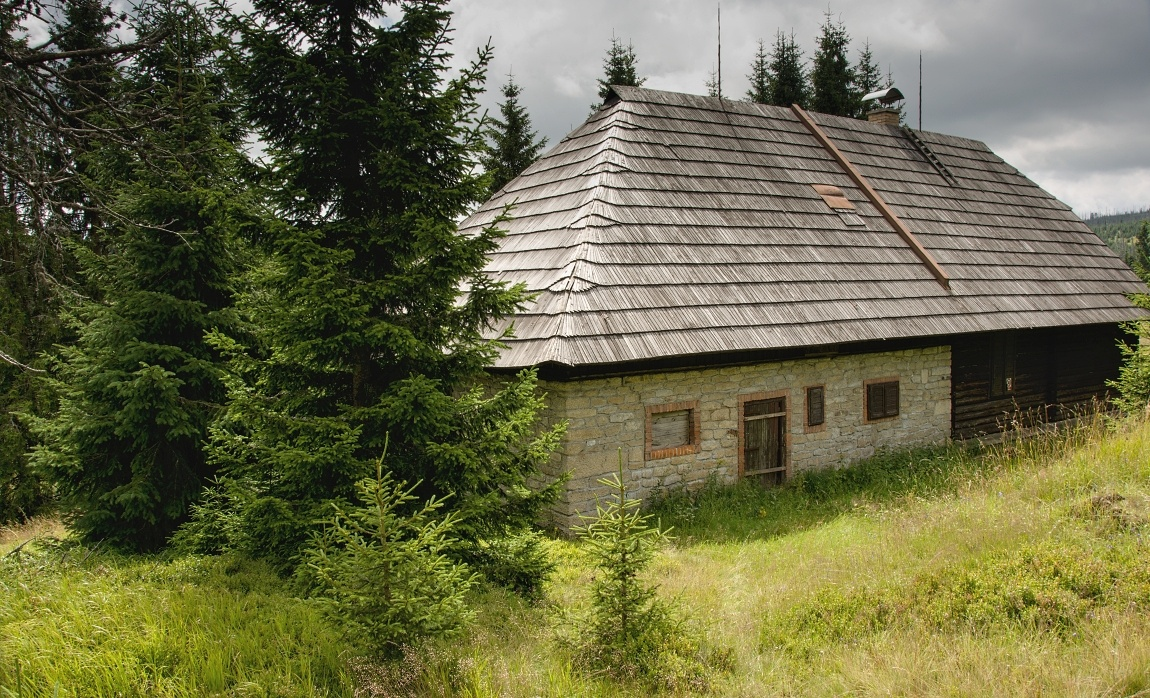
Roklanská chata zbudovaná uprostřed Modravských slatí v roce 1936 pro turisty, dnes (2022) nepřístupná (foto rok 2017)

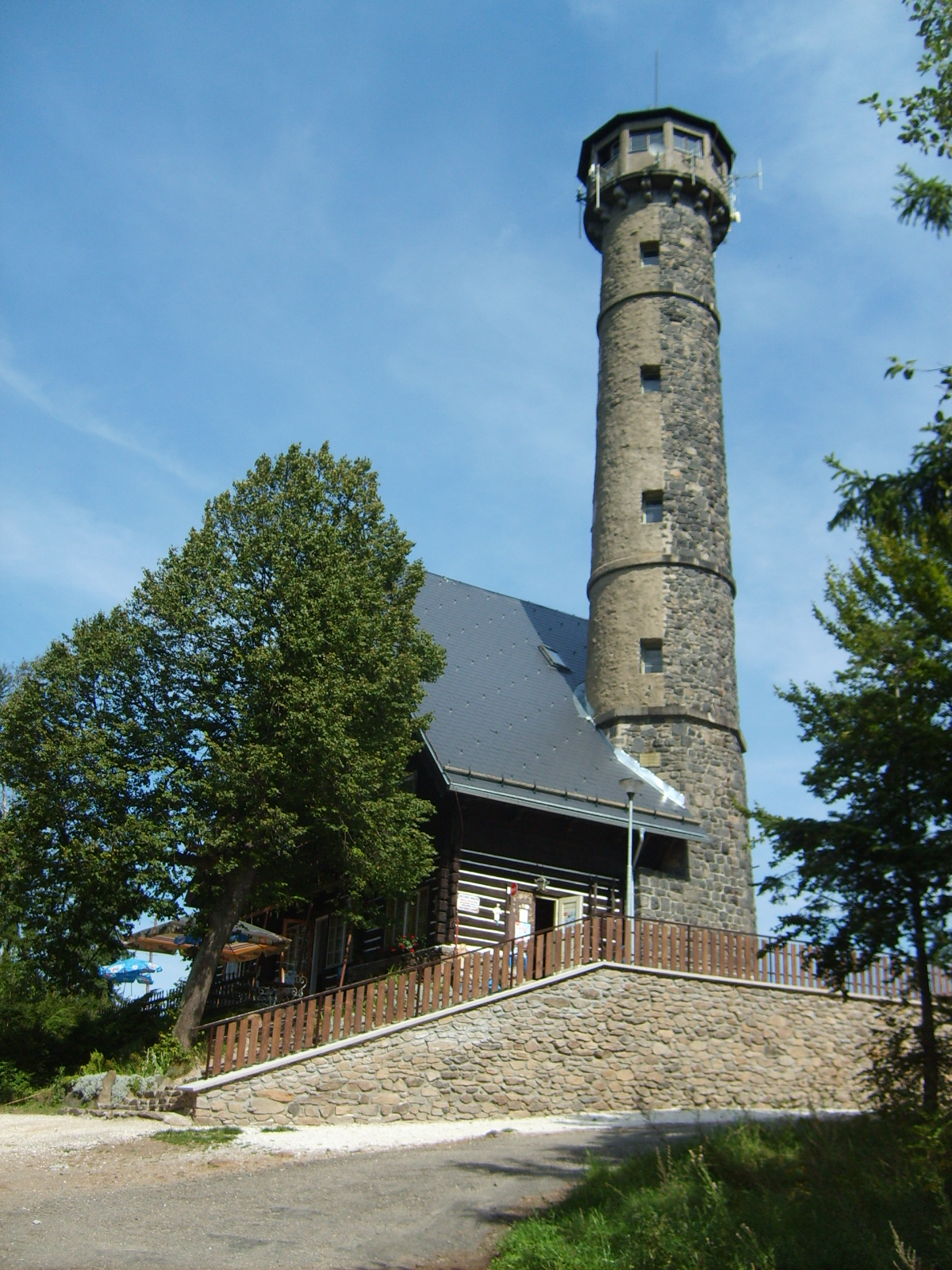
Kamenná rozhledna na Svatoboru nad Sušicí (rok 2009)

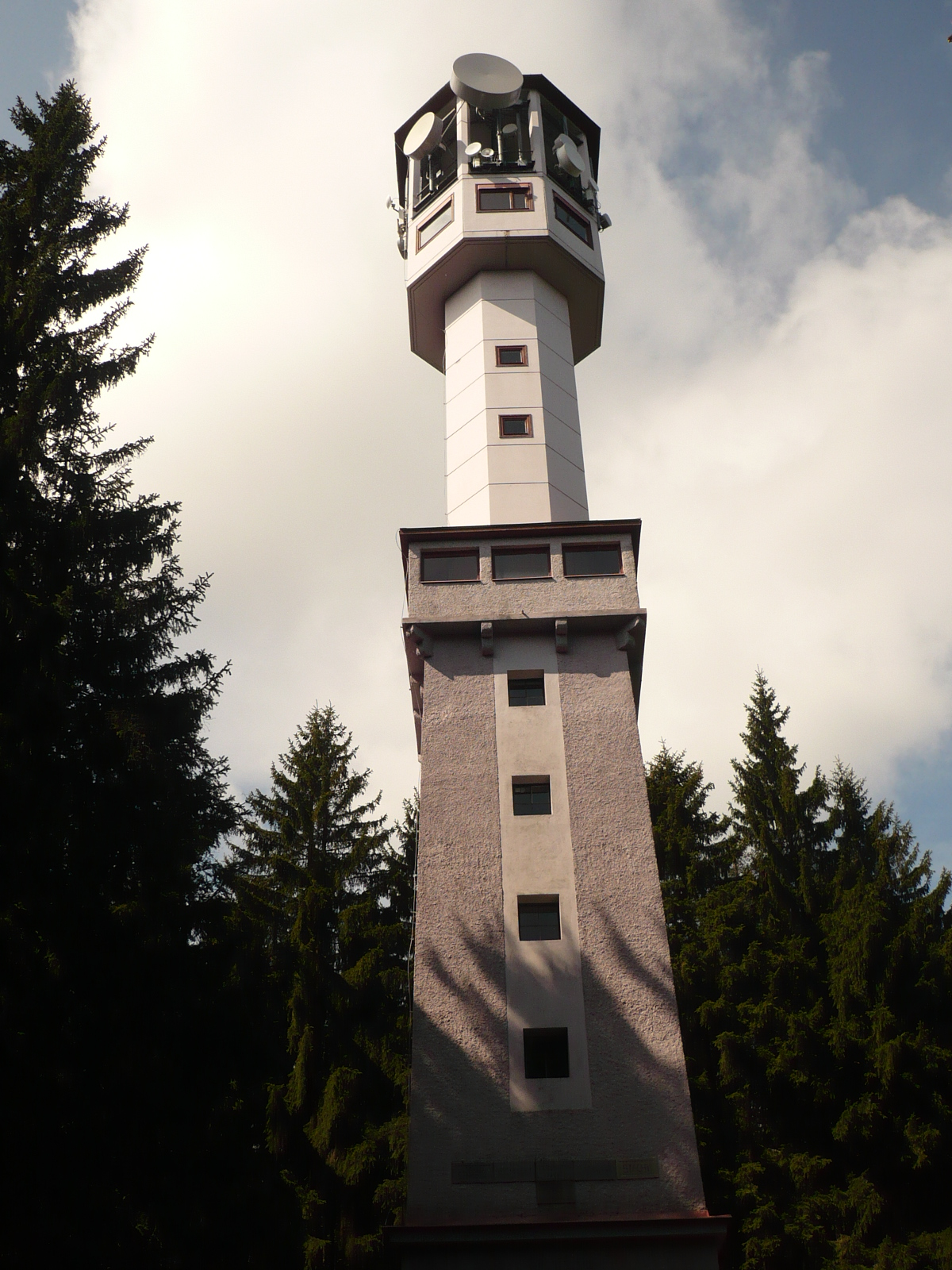
Klostermannova rozhledna z roku 1938 na hoře Javorník (rok 2012)

Václav Vavrýn (19. září 1879 Čichtice – 26. září 1957 Sušice) byl učitel zpěvu; ředitel školy; muzikant a dlouholetý sbormistr sušického pěveckého sboru Svatobor; zapálený propagátor turismu na Šumavě; spoluautor řady turistických průvodců a map; správce několika turistických chat a ubytoven; vyhledávaný průvodce a osoba přednášející o krásách Šumavy.

## Život

### Rodinné vazby
Václav Vavrýn se narodil 19. září 1879 v Čichticích na Prachaticku. Bydlel v Sušici ve vile, která se nalézala v oblasti zvané „Na Štěbetce“. Václav Vavrýn měl dvě dcery: Marii a Dagmar (nazývanou domácky Dáda). Byl prastrýcem učitele a autora publikací o Šumavě Emila Kintzla (1934–2022).

### Povolání a funkce
Na obecné škole chlapecké v Sušici pracoval jako profesor a v Sušici vedl (jako sbormistr) pěvecký sbor Svatobor. Později na této škole vykonával funkci ředitele. Do odboru Klubu českých turistů (KČT) v Sušici jej dovedla jeho láska k přírodě a krátce nato se stal i předsedou tohoto odboru a současně s tím byl i předsedou Šumavské župy turistické. Byl i správcem několika turistických chat a nocleháren na Šumavě (například roklanské).

### Turistické značení
V Sušici, které se tehdy říkalo „brána Šumavy“, začínala většina turistických značených cest vedoucích po Šumavě. A byl to právě Václav Vavrýn, kdo tyto trasy vyhledával a značil svými doma vyráběnými dřevěnými směrovkami (říkalo se jim „Vavrýnovské značky“) a na značky používal osobně míchané barvy nakupované z vlastních zdrojů. Nakonec mu výrobu směrovek i nákladný nákup značkovacích barev ulehčilo to, že mu prostředky a materiál posílali z ústředí KČT z Prahy.
Nové turistické trasy hledal a značil se svým pomocníkem „Franckem“ (Františkem Benešem). Kromě toho opravoval turistické značení, které bylo poničeno vichřicemi, těžbou dřeva (dřevaři pokáceli strom se značkou) nebo působením vandalů. Zásluhou Václava Vavrýna vydalo nakonec (po několika jeho urgencích) ministerstvo vnitra v roce 1927 výnos na ochranu turistického značení. Výnos ukládal četnictvu, aby si na svých pochůzkách všímalo turistického značení a případné jejich poškozovatele stíhalo.
Propagátor Šumavy a turistiky, knihkupec, fotograf, vydavatel a nakladatel pohlednic Joža Pospíchal (1883–1968) ze Sušice o svém příteli Václavu Vavrýnovi (při příležitosti Vavrýnova odchodu do starobního důchodu) napsal:
Když byl ředitel Vavrýn ještě v činné službě, těšil se vždy na prázdniny, kolik toho zase vyznačí. Ztratil se z domova vždy na nejméně tři týdny a v Sušici, krom několika zasvěcených, nikdo nevěděl, kde tráví svou dovolenou. U Vavrýnů vždy celé prázdniny neviděli hlavu rodiny jinak, než když přišel často až pozdě v noci umazaný od barev, promoklý a tělesně vyčerpaný, aby se za málo chvil vracel na místo, kde přestal.
Joža Pospíchal (1883–1968) ze Sušice, O Václavu Vavrýnovi k jeho odchodu do důchodu, 

### Další aktivity
Kromě letního turistického značení vypracoval v roce 1934 Sušický odbor KČT i schéma lyžařských tras. Ty byly zakresleny do lyžařské mapy, kterou vydal český Ski klub v Plzni. Václav Vavrýn se zasloužil nejen o zřízení oblasti Churáňov – Stachov – Javorník – Sušice – Svatobor, ale i o vybudování rozhleden na Svatoboru (při jejím otevírání pronesl slavnostní proslov) a na Javorníku, kde značnou měrou pomáhal.
Osvědčil se také jako vedoucí jednodenních či vícedenních turistických výprav; byl zdatným a oblíbeným řečníkem; přispíval do lokálního tisku a těmito svými aktivitami se zasloužil o propagaci Šumavy. Jeho dlouholetá činnost mu vynesla čestné členství v odboru KČT v Sušici a v Šumavské župě turistické.

### Závěr
Václav Vavrýn zemřel 26. září 1957 v Sušici. Dne 6. února 2011 byl (in memoriam) uveden do síně slávy české turistiky Plzeňského kraje.